# هانوفر (نیوهمپشر)
هانوفر (به انگلیسی: Hanover) شهری در ایالت نیوهمپشر کشور ایالات متحده آمریکا است که جمعیت آن در سرشماری سال ۲۰۱۰ میلادی، ۸٬۶۳۶ نفر بوده‌است.

## موقعیت جغرافیایی
موقعیت جغرافیایی شهرها و مناطق اطراف به شرح زیر است: